# Arnuid
Arnuid (llamada oficialmente Santa María de Arnuíde) es una parroquia, una aldea y una entidad de población del municipio español de Villar de Barrio, en la provincia de Orense, Galicia.

## Toponimia
La parroquia también es conocida por el nombre de Santa María de Arnuid.

## Situación
Arnuid se sitúa a cinco kilómetros de Villar de Barrio (capital de municipio). Está situada al pie de la sierra de San Mamed, y le atraviesa de sureste a noroeste el río Arnoya.
El río Arnoya cruza la localidad, sobre el cual se conserva un puente romano datado en el siglo I. Este puente formaba parte de la vía romana XVIII del itinerario Antonino.
Cabe considerar que hay controversia en el nombre del pueblo. Armuiz, Arnuiz, Arnuide, Arnuid o Penadiz son diferentes nombres que recibe la aldea.

## Organización territorial
La parroquia está formada por cinco entidades de población, constando cuatro de ellas en el nomenclátor del Instituto Nacional de Estadística español:
- Arnuíde, que abarca las entidades de población de:
  - Arnuíde
  - A Eirexa
  - Cancillós
  - Penadiz (O Folón)(Penadiz ou Folón, O)
- O Caudillo

## Demografía
Gráfica demográfica de la aldea y parroquia de Arnuid según el INE español:
| Gráfica de evolución demográfica de Arnuid entre 2000 y 2023 |
|                                                              |
| Datos según el nomenclátor publicado por el INE.             |

### Entidad de población
| Gráfica de evolución demográfica de Arnuíde (entidad de población) entre 2000 y 2023 |
|                                                                                      |
| Datos según el nomenclátor publicado por el INE.                                     |

## Monumentos
Un puente romano sobre el río Arnoya (perteneciente a la ruta romana XVIII de Antonino). El que se conserva en la actualidad es un puente medieval (XIV-XV)
La antigua parroquia de Santa María de Arnuide, que es la patrona del pueblo y cuya celebración es el día 9 de septiembre. La capilla de San Lorenzo, situada en la Aldea de Arriba en la cual se celebra la festividad de San Lorenzo el 10 de agosto.
También destacan los hórreos dispersos por toda la aldea o los molinos situados a la vera del río.